# نبرد نودا-فوکوشیما
نبرد نودا-فوکوشیما (به ژاپنی: 野田・福島の戦い のだ・ふくしまのたたかい)، رویارویی بود که در ۲۹ نوامبر سال ۱۶۱۴ در اوایل دوره ادو در ژاپن روی داد. این نبرد در سال ۱۶۱۴ در جریان محاصره زمستانی اوساکا رخ داد، که در آن توکوگاوا ایه‌یاسو قصد داشت خاندان تویوتومی را نابود کند.
در نیمه شب ۲۸ نوامبر، نیروهای کوکی موریتاکا، موکای تاداکاتسو و سنگا به منطقه گوبیچی حمله کردند. مدافعان از تعداد زیاد مهاجمان در باران شدید ترسیده و به سمت تنما فرار کردند. در ساعات اولیه ۲۹ نوامبر، تادائو ایکدا و تاتسویاسو توگاوا بدون اینکه بدانند دیر حمله کردند، اما متوجه شدند که دشمن قبلاً فرار کرده است، به سمت قلعه در کامیفوکوشیما رفتند و منطقه را به آتش کشیدند.